# Поттаваттамі (округ, Айова)
Шаблон:StateAbbr_ 41°20′00″ пн. ш. 95°32′00″ зх. д. / 41.333333333333° пн. ш. 95.533333333333° зх. д.
Округ  Поттаваттамі (англ. Pottawattamie County) — округ (графство) у штаті  Айова, США. Ідентифікатор округу 19155.

## Історія
Округ утворений 1848 року.

## Демографія
За даними перепису 
2000 року 
загальне населення округу становило 87704 осіб, зокрема міського населення було 63922, а сільського — 23782.
Серед мешканців округу чоловіків було 42854, а жінок — 44850. В окрузі було 33844 домогосподарства, 23619 родин, які мешкали в 35761 будинках.
Середній розмір родини становив 3,03.
Віковий розподіл населення поданий у таблиці:
| Стать    | До 15 років | 15-21 | 22-29 | 30-39 | 40-49 | 50-65 | 65-85 | Понад 85 |
| -------- | ----------- | ----- | ----- | ----- | ----- | ----- | ----- | -------- |
| Чоловіки | 9559        | 4545  | 4375  | 6245  | 6736  | 6465  | 4530  | 399      |
| Жінки    | 9151        | 4373  | 4190  | 6362  | 6781  | 6950  | 6101  | 942      |

## Суміжні округи
- Гаррісон — північ
- Шелбі — північний схід
- Кесс — схід
- Монтгомері — південний схід
- Міллс — південь
- Сарпі, Небраска — південний захід
- Дуглас, Небраска — захід
- Вашингтон, Небраска — північний захід

## Виноски
1. ↑  U.S. Decennial Census. United States Census Bureau. Архів оригіналу за 12 травня 2015. Процитовано 20 липня 2014.
2. ↑  Historical Census Browser. University of Virginia Library. Архів оригіналу за 11 серпня 2012. Процитовано 20 липня 2014.
3. ↑  Population of Counties by Decennial Census: 1900 to 1990. United States Census Bureau. Архів оригіналу за 22 квітня 2014. Процитовано 20 липня 2014.
4. ↑  Census 2000 PHC-T-4. Ranking Tables for Counties: 1990 and 2000 (PDF). United States Census Bureau. Архів оригіналу (PDF) за 18 грудня 2014. Процитовано 20 липня 2014.
5. ↑  State & County QuickFacts. United States Census Bureau. Архів оригіналу за 17 липня 2011. Процитовано 20 липня 2014.(англ.) Наведено за англійською вікіпедією.
6. ↑  American FactFinder. Бюро перепису населення США. Архів оригіналу за 26 лютого 2012. Процитовано 31 січня 2008.

| США | Це незавершена стаття з географії США. Ви можете допомогти проєкту, виправивши або дописавши її. |